# Dindigul (district)
Dindigul is een district van de Indiase staat Tamil Nadu. Het district telt 1.918.960 inwoners (2001) en heeft een oppervlakte van 6058 km².
Tot 1985 behoorde Dindigul tot het district Madurai. De hoofdplaats is de gelijknamige stad Dindigul.
Hoofdstad: Chennai
Districten: Ariyalur · Chengalpattu · Chennai · Coimbatore · Cuddalore · Dharmapuri · Dindigul · Erode · Kallakurichi · Kanchipuram · Kanyakumari · Karur · Krishnagiri · Madurai · Mayiladuthurai · Nagapattinam · Namakkal · Nilgiris · Perambalur · Pudukkottai · Ramanathapuram · Ranipet · Salem · Sivaganga · Tenkasi · Thanjavur · Theni · Thoothukudi · Tiruchirappalli · Tirunelveli · Tirupattur · Tirupur · Tiruvallur · Tiruvannamalai · Tiruvarur · Vellore · Viluppuram · Virudhunagar